# Michael Haynes (calciatore)
Michael Haynes (14 gennaio 1982) è un calciatore anglo-verginiano, di ruolo attaccante.

## Carriera

### Nazionale
Ha esordito in Nazionale nel 2004.